# Microdus picquenotii
Microdus picquenotii är en bladmossart som beskrevs av Thériot och Corbière 1934. Microdus picquenotii ingår i släktet Microdus och familjen Dicranaceae. Inga underarter finns listade i Catalogue of Life.